# Iglesia de Santa María de Ermitagaña
La Iglesia de Santa María de Ermitagaña es un templo católico situado en el barrio pamplonés de Ermitagaña, sede de la parroquia del mismo nombre. Está situada en el barrio de Ermitagaña, en Pamplona.  La iglesia actual, inaugurada en 1985, pertenece a la Archidiócesis de Pamplona y Tudela. 

## Historia de la Parroquia
A principio de los años setenta comenzaron a construirse las viviendas de la zona de Ermitagaña, la parroquia de Santa María de Ermitagaña se erigió por el arzobispo de Pamplona-Tudela el 22 de diciembre de 1975, siendo segregada de la parroquia de Nuestra Señora del Huerto. Su actividad pastoral comenzó en el colegio de las Teresianas y allí desarrolló su labor hasta la inauguración del nuevo templo, bendecido por el arzobispo José María Cirarda, el 14 de septiembre de 1985.
Los párrocos de santa María de Ermitagaña han sido: José Méndez Asensio; Julio Morondo, Santos Villanueva, Dionisio Lesaca —fallecido de covid durante la pandemia—, Juan Carlos Elizalde (2005-2009), Sergio Álava, (2009- 2018), Jesús Echeverz (2018-2021) y Alfredo Urzainqui (desde 2021).
La parroquia de Santa María de Ermitagaña está unida a la parroquia de la Sagrada Familia de Mendebaldea.

## Arquitectura del templo
El templo, junto con los locales parroquiales, fue proyectado en 1982 por los arquitectos Luis Felipe Gaztelu y Jaime Gaztelu. L planta el templo tiene la forma de un triángulo rectángulo isósceles, el presbiterio se sitúa en el interior del ángulo recto, mientras que el acceso se dispone en la hipotenusa del triángulo mediante un pórtico que cubre todo el frente. La cubierta plana, soportada por una estructura de cerchas metálicas vistas, se eleva desde la zona de acceso hasta el presbiterio que queda iluminado por la lumbrera que se abre en la cubierta. Los muros del templo son de ladrillo caravista rojo que queda visto hasta la altura de la planta baja, y a partir de esa altura enfoscado pintado. En el vértice en que se sitúa al presbiterio se levanta un muro de hormigón visto que se eleva por encima de la cubierta, a modo de torre en la que se sitúa una cruz también de hormigón. Los locales parroquiales se alojan en un cuerpo rectangular con dos plantas que se adosa al lado izquierdo de la hipotenusa; esta construcción junto con el frente de la iglesia proporciona un espacio abierto, a modo de atrio.

## Servicios
Es una de las iglesias más populares del barrio y ofrece las siguientes misas semanales:
- lunes a sábado: 9,30 y 19,30 horas.
- domingos y festivos: 9,30 – 11,00 – 12,30 – 21,00 horas.

## Galería

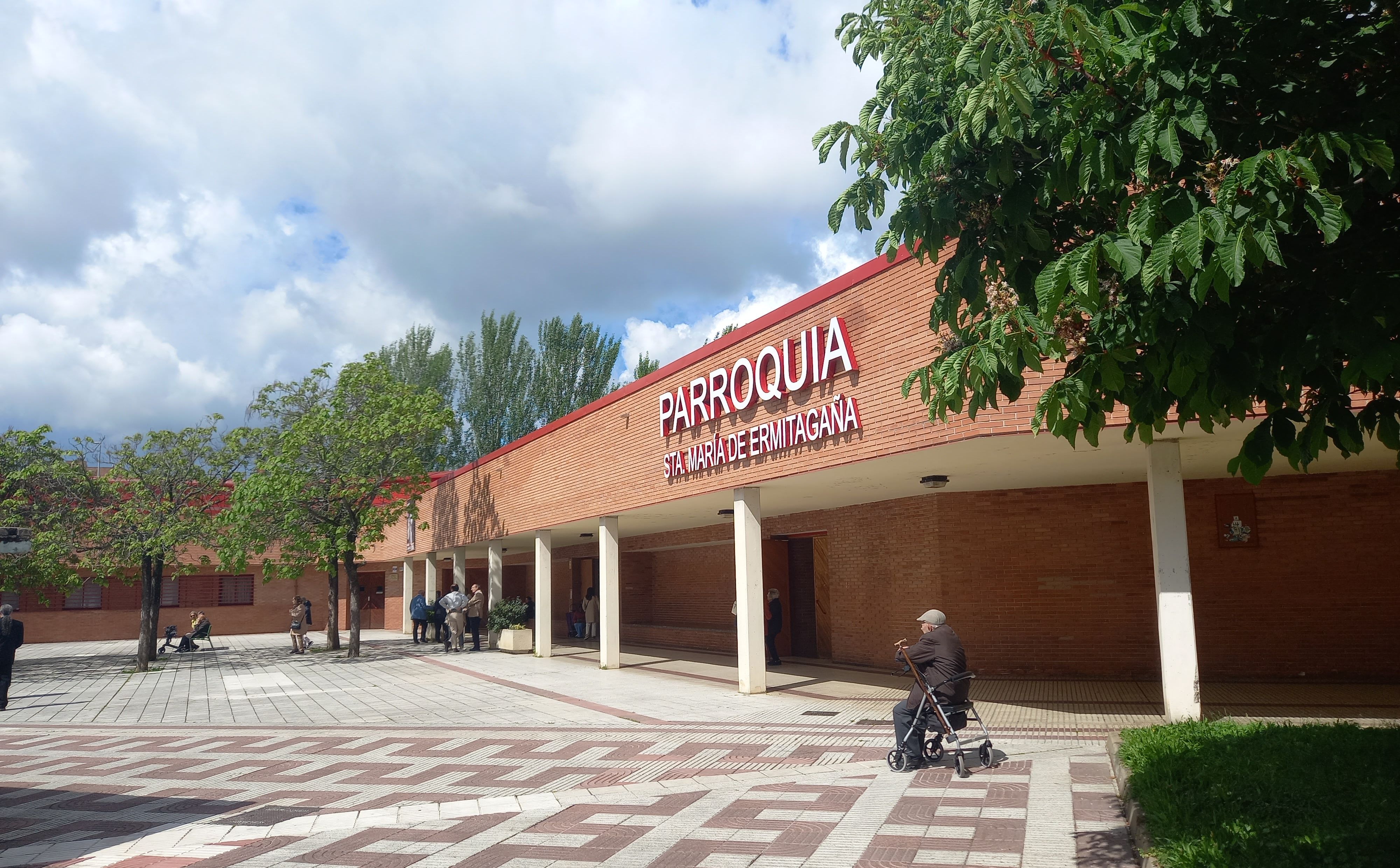
Plaza que da acceso al tempo
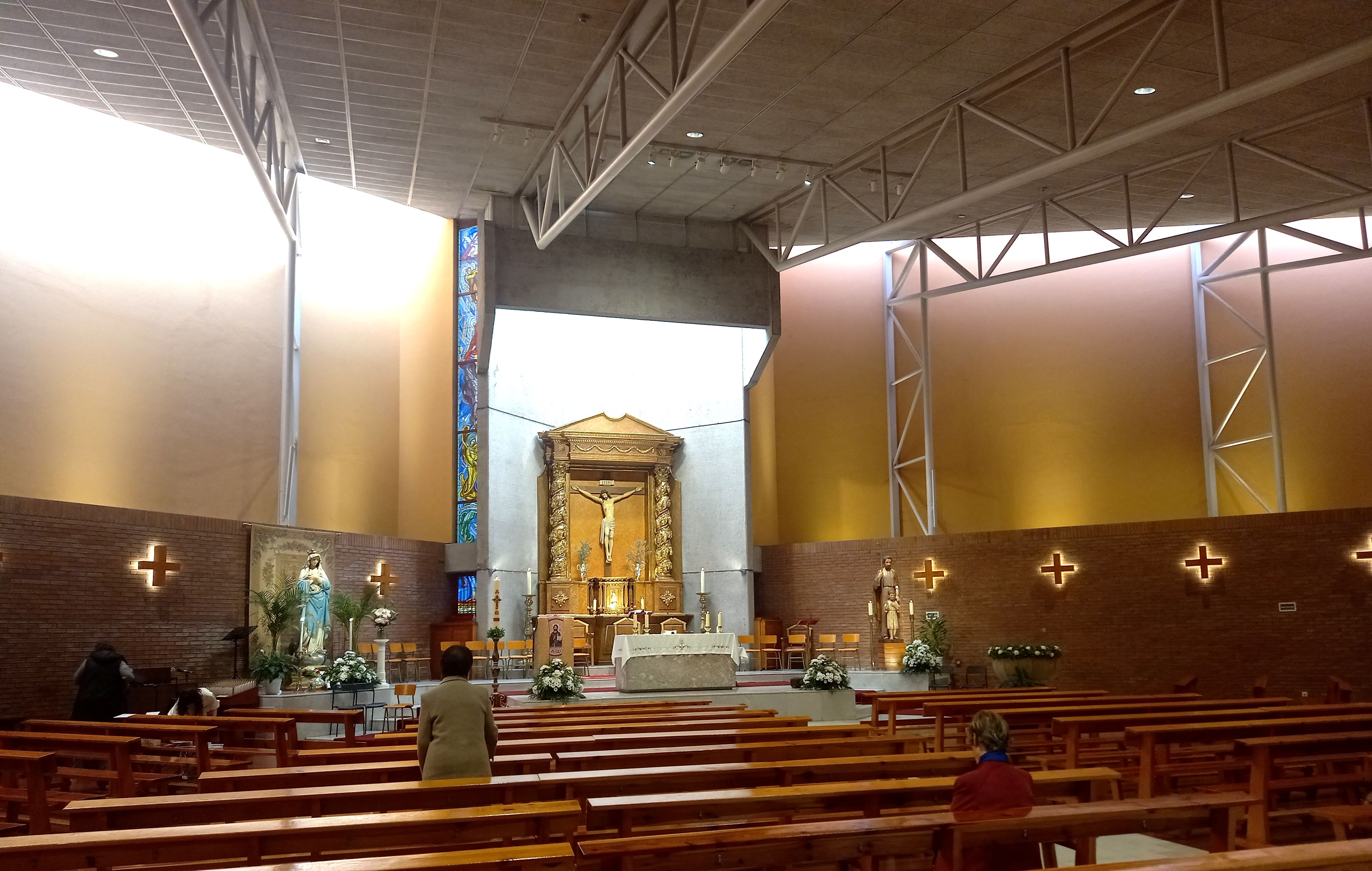
Interior del templo
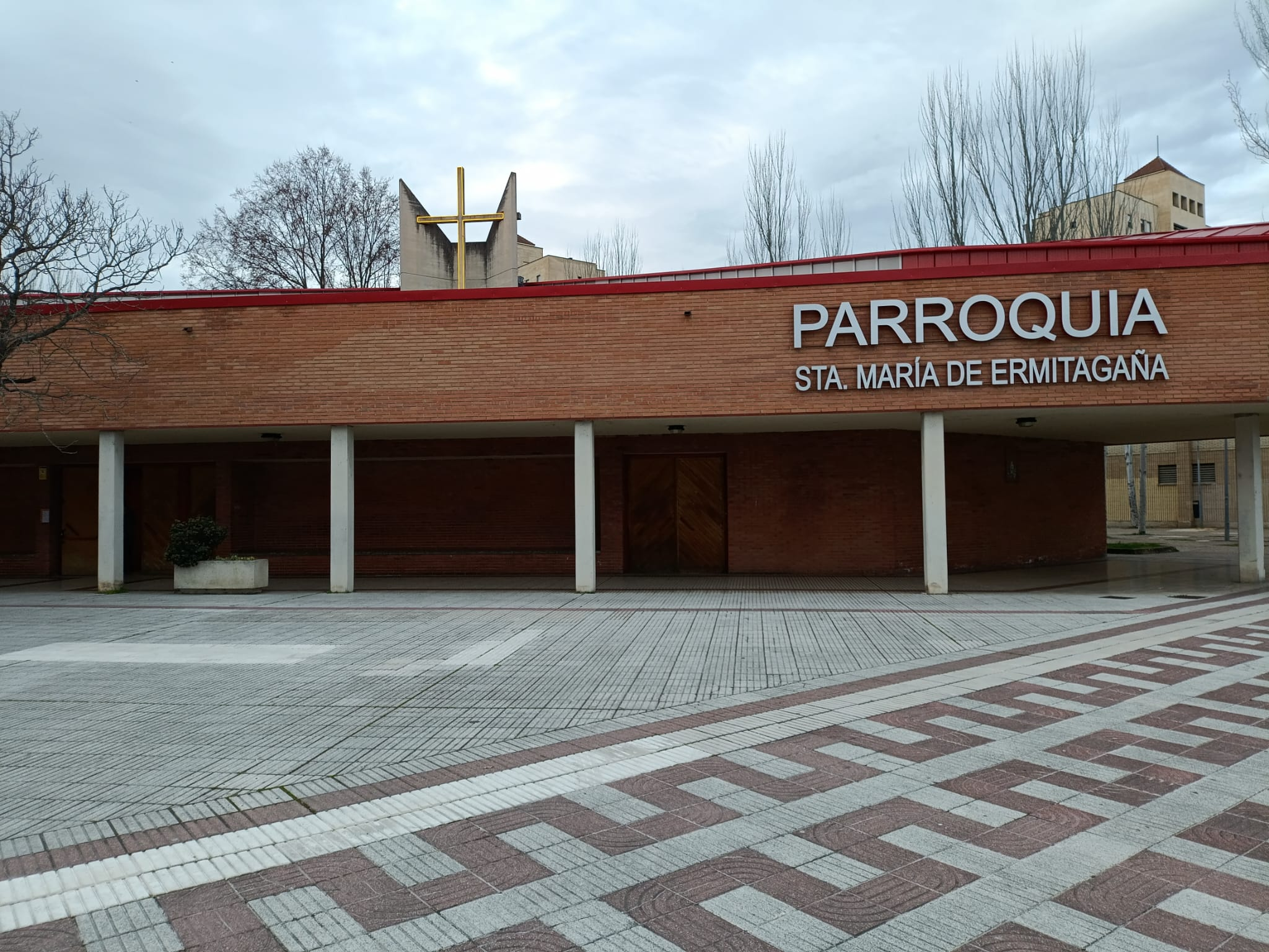
Fachada del templo, al fondo la torre con la cruz
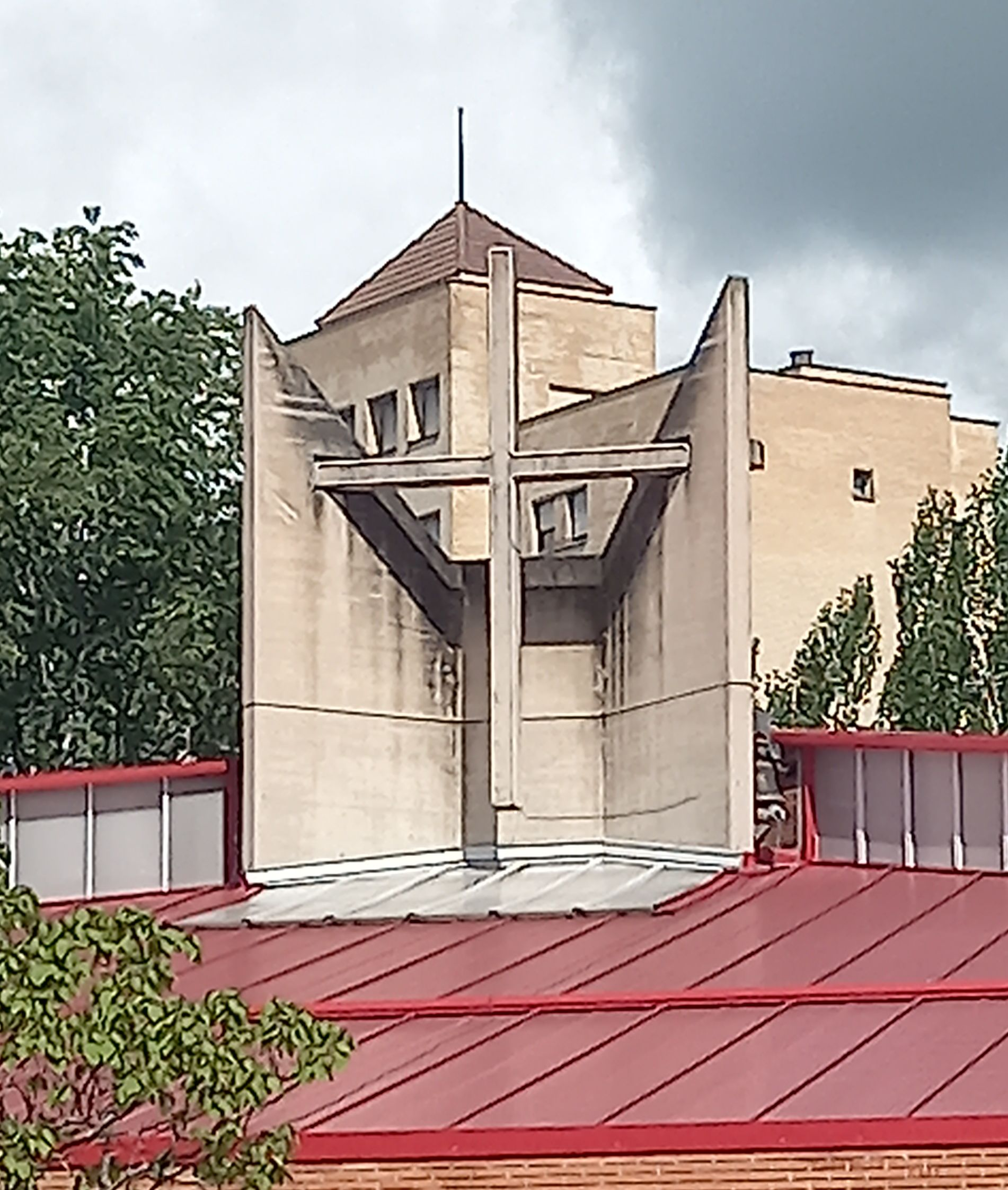
Torre con cruz de hormigón sobre el presbiterio
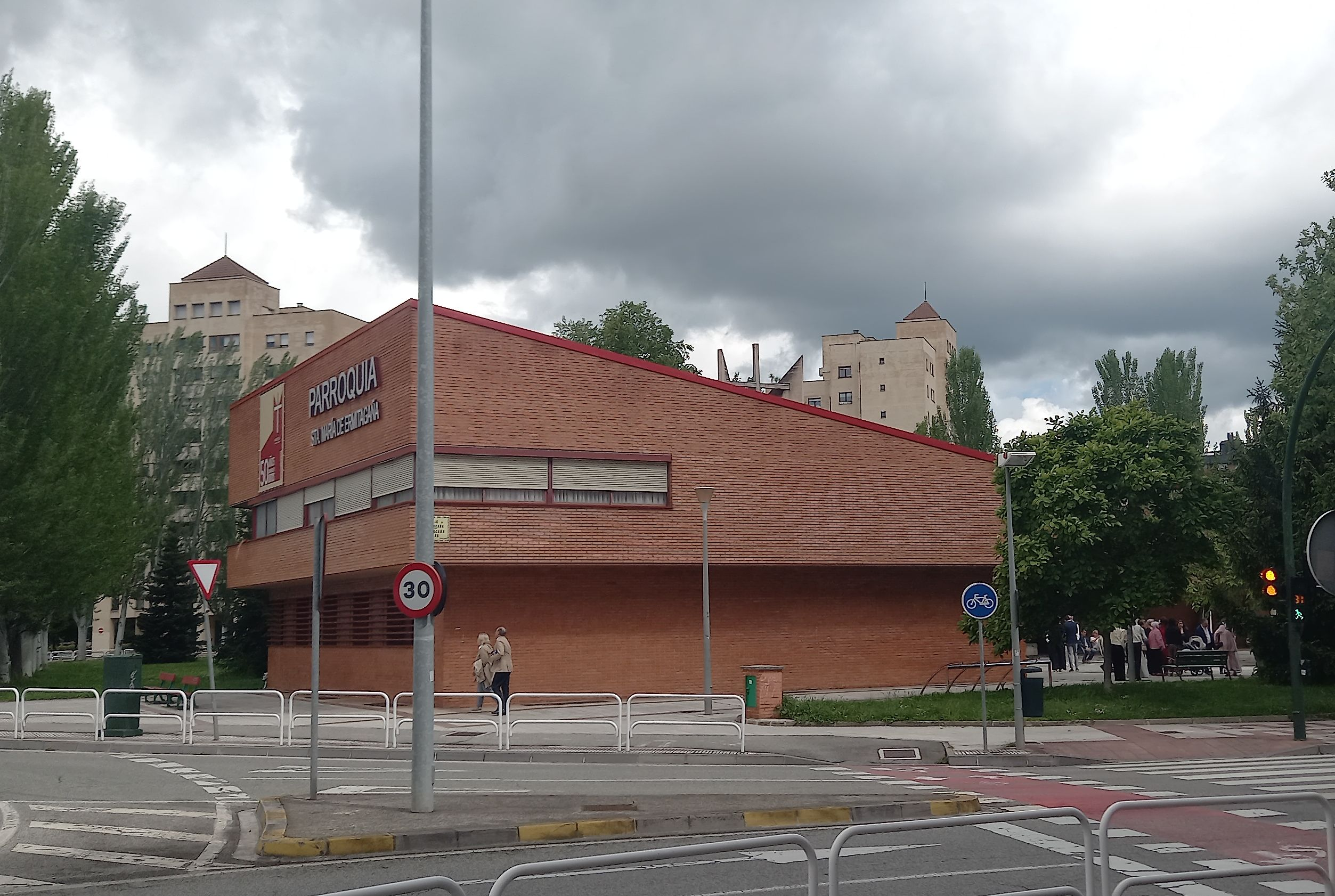
Locales parroquiales